# Smartshop
Vous venez d’apposer le modèle de débat d'admissibilité.
Avant toute chose, veuillez créer la page de débat correspondante en cliquant ici.
- Une fois la page de vote initialisée, rafraîchissez cette page, et le bandeau prendra son aspect définitif.
- Si votre débat d'admissibilité est groupé (le motif et l’argumentation doivent être les mêmes), modifiez cette page pour ajouter au modèle le paramètre « cat » suivi du nom de la page de discussion de l’article pour lequel la page de débat existe déjà (ex. : cat=Discussion:Nom_de_l'autre_article). Ensuite, suivez les nouvelles instructions qui apparaissent.
- Vous pouvez également utiliser le paramètre « type » pour faciliter l’accès aux critères d’admissibilité. Exemple : {{suppression|type=mot-clé}}. Liste des mots-clés existants : fiction, musique, art visuel, fanzine, jeu de société, porno, sportif, association, enseignement, société, site web, route, nombre, (Liste complète ici).

| 1. | Créez la page de débat d'admissibilité.                                                                      | Sauvegardez d’abord la page pour l’initialiser puis indiquez votre motivation.   |
| 2. | Important : ajoutez une entrée dans la section Débat d'admissibilité du jour.                                | Utilisez ce texte : *{{L\|Smartshop}}                                            |
| 3. | Pensez à informer les contributeurs principaux de la page et les projets associés lorsque cela est possible. | Utilisez ce texte : {{subst:Avertissement débat d'admissibilité\|Smartshop}}~~~~ |

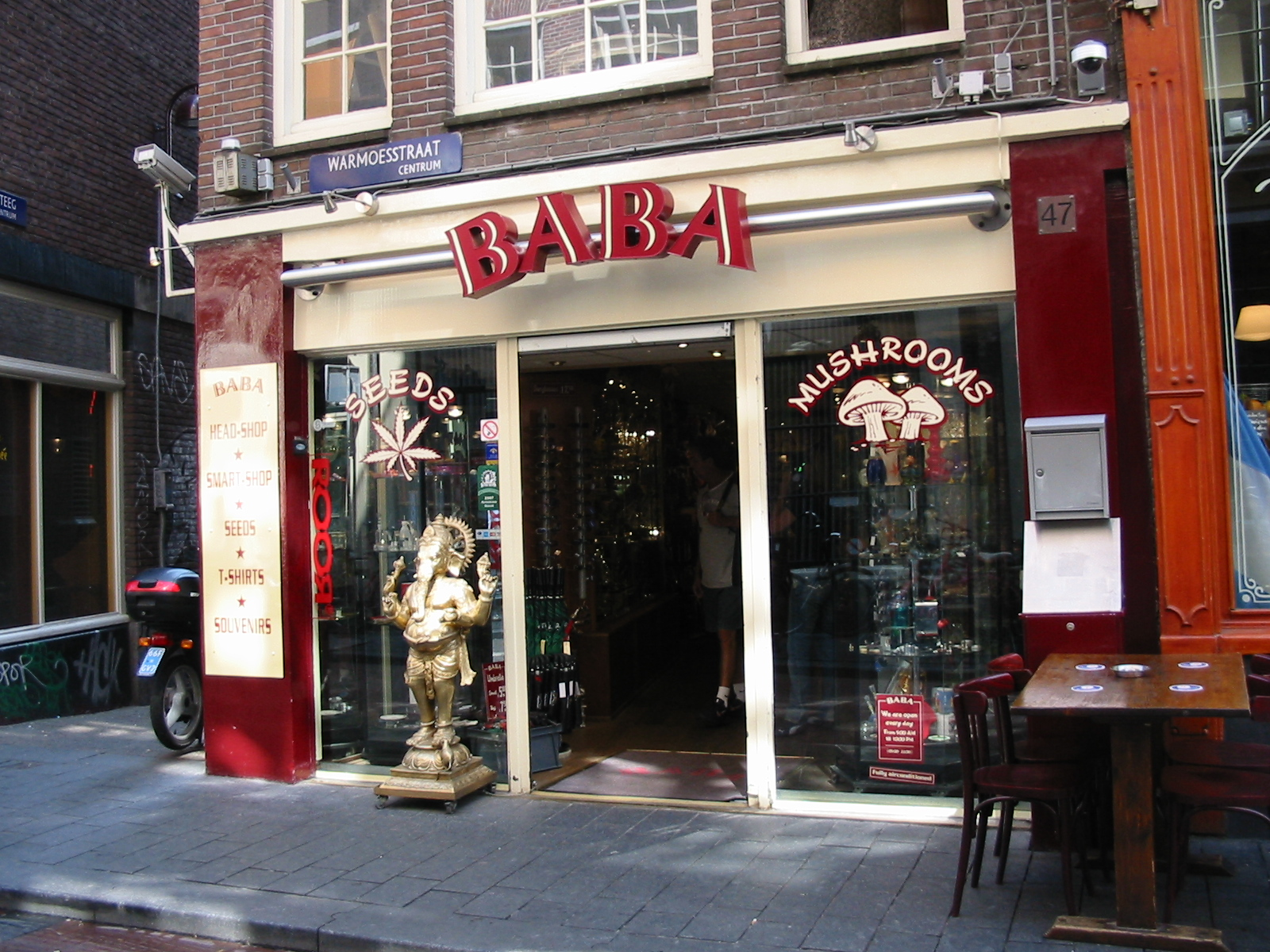
Un magasin orienté vers les touristes avec entre autres des champignons hallucinogènes ("paddo's") (Warmoesstraat à Amsterdam).

Un smartshop est un magasin spécialisé dans la vente de produits psychotropes d'origine végétale et légaux (graines de cannabis, champignons hallucinogènes et plantes psychotropes), des gammes de vitamines, de compléments en oligo-éléments ou d'autres produits de santé réputés pour leur origine naturelle.
Les smartshops vendent aussi tout un panel d'ustensiles servant à leur consommation ou à leur culture ainsi que des produits dérivés divers.
Ces boutiques existent essentiellement aux Pays-Bas ; en 2006, 150 étaient recensées.
Ces boutiques sont illégales en France, car le concept laisse entendre que des produits sont légaux (legal-high) mais qu'ils ont des effets imitant ceux du cannabis, de l'ecstasy ou des narcotiques. L'article L3421-4 du code de la santé publique prévoit en effet des peines de 5 ans de prison et 75000€ d'amende pour la vente de substances présentées comme ayant des effets de stupéfiants.